# Уве Крістіансен
Уве Крістіансен (нім. Uwe Christiansen; 25 січня 1920, Фленсбург — 20 жовтня 2007, Гамбург) — німецький офіцер-підводник, оберлейтенант-цур-зее крігсмаріне.

## Біографія
1 жовтня 1938 року вступив на флот. З травня 1941 року — 2-й, потім 1-й вахтовий офіцер на підводному човні U-572. У вересні-листопаді 1942 року пройшов курс командира човна. З 1 грудня 1942 по липень 1943 року — командир U-28, з липня 1943 по 7 червня 1944 року — U-71, з 26 вересня 1944 по 3 травня 1945 року — U-2508, з 3 по 8 травня 1945 року — U-2365. З травня 1945 року — командир мінного тральщика M-608, який базувався у Фредерісії та Копенгагені. 3 листопада 1945 року звільнений у відставку.
З 1947 року працював на цивільній службі. З 1962 року — головний виконавчий директор Гамбурзького аеропорту. В травні 1985 року вийшов на пенсію.

## Звання
- Кандидат в офіцери (1 жовтня 1938)
- Морський кадет (1 липня 1939)
- Фенріх-цур-зее (1 грудня 1939)
- Лейтенант-цур-зее (1 квітня 1941)
- Оберлейтенант-цур-зее (1 січня 1943)

## Нагороди
- Нагрудний знак підводника (30 листопада 1941)
- Залізний хрест 2-го класу (2 грудня 1941)
- Нагрудний знак флоту (21 вересня 1942)